# Linda Arvidson
Linda Arvidson, född 12 juli 1884 i San Francisco i Kalifornien, död 26 juli 1949 i New York i New York, var en amerikansk skådespelerska, aktiv under stumfilmsperioden.
Åren 1906-1936 var hon gift med regissören D.W. Griffith i hans första äktenskap och medverkade i flera av hans filmer. De separerade 1912 men skildes inte förrän 1936 när Griffith ville gifta om sig. Hennes bok When the Movies Were Young (1925; ny upplaga 1968) betraktas som en ovärderlig källa om Griffith och hans tidiga filmer. Sammantaget medverkade hon i över 160 filmer (nästan uteslutande kortfilmer, vilket var det vanliga vid tiden) åren 1907-1916.
Arvidsons föräldrar kom från Sverige.

## Filmografi (urval)
- 1908 - The Adventures of Dollie
- 1909 - A Corner in Wheat
- 1909 - The Day After
- 1913 - The Scarlet Letter
- 1916 - Charity